# Північний регіон (Мальта)
Північний регіон (мальт. Reġjun Tramuntana) — один з п'яти регіонів Мальти. Знаходиться в північно-західній частині острова Мальта. Регіон був створений законом № XVI від 2009 року, що розділив північно-західний регіон Мальти на центральний та північний. Межує з центральним та південним регіонами Мальти, знаходиться недалеко від регіону Гоцо.